# Kim Little (Schauspielerin)
Kim Little (* 1970 in Stillwater, Oklahoma, USA) ist eine US-amerikanische Filmschauspielerin und Autorin.

## Biografie
Über Kim Littles Werdegang, bevor sie den Weg einer Schauspielerin einschlug, ist nichts bekannt. In dem komödiantischen Liebesfilm Rock and Roll Fantasy machte sie 1992 erstmals auf sich aufmerksam. Regie führte David Michael Latt, den sie zwei Jahre später heiratete. Sie spielte dort eine der Hauptrollen, die Bre. Es geht um einen Rockstar, der sich versteckt hält, da sein Manager ihn töten will. Mit ihrem Ehemann arbeitete Little 2005 erneut zusammen, diesmal für den Film Krieg der Welten, an dem Latt als ausführender Produzent und Little in einer kleineren Rolle als Schauspielerin mitwirkten. 
Auf der Besetzungsliste stand Little auch für den 1994 veröffentlichten Fantasy-Horror-Mystery-Film Freddy’s New Nightmare, in dem der fiktive Serienmörder Freddy Krueger wird einmal sein Unwesen treibt. Für die Krimi- und Arztserie Diagnose: Mord war die Schauspielerin 1998/1999 in der Rolle der Kinderschwester Susan Hilliard in zehn Folgen besetzt. In Joseph J. Lawsons Action-Weihnachtskomödie Alone for Christmas: Bone – Allein zu Haus von 2013 war Little in der Rolle einer Mutter zu sehen, deren Weihnachtsfest anders verläuft als geplant.  
Mit Rhett Giles arbeitete Little für die Filme Krieg der Welten (2005), Airplane Apocalypse New York (2006) und 2012 Armageddon (2007) zusammen. Mit dem Schauspieler D. C. Douglas hat Little für drei Filme und eine Serie zusammengearbeitet: 2003 in dem Action-Horrordrama Scarecrow Slayer, in dem ein College-Neuling bei einem Studentenstreich getötet und als dämonische Vogelscheuche wiederbelebt wird. In dem 2006 veröffentlichten Horrorfilm 666: The Child – Der Sohn des Teufels waren beide ebenfalls besetzt. Nach einem Flugzeugabsturz, den lediglich ein kleiner Junge überlebt hat, wird dieser von einem kinderlosen Paar adoptiert, womit das Unheil seinen Lauf nimmt. In der Action-Drama-Fernsehserie Z Nation (2015/2016) trafen Douglas und Little erneut aufeinander. Drei Jahre nachdem ein Zombie-Virus die Menschen in den Vereinigten Staaten bis auf einen Überlebenden dahingerafft hat, macht sich ein Team von Alltagshelden auf die Suche nach ihm. Für den 2020 veröffentlichten Animationsfilm Homeward – Finde deine Bestimmung waren beide Schauspieler im Synchronteam für die animierten Figuren.
Seit Oktober 1994 ist Little mit dem Filmproduzenten, Filmregisseur, Drehbuchautor und Filmeditor David Michael Latt verheiratet.

## Filmografie (Auswahl)
- 1992: Rock and Roll Fantasy
- 1992: Boiler Room
- 1992: Opening Night
- 1993: Younger and Younger
- 1994: Unsolved Mysteries (Fernsehserie, Folge 6x27 Blonde Shill)
- 1994: Freddy’s New Nightmare (Wes Craven’s New Nightmare)
- 1996: Almighty Fred
- 1997: Killers
- 1998: Social Intercourse
- 1998–1999: Diagnose: Mord (Fernsehserie, 10 Folgen)
- 1999: …And Call Me in the Morning
- 2000: Martial Law – Der Karate-Cop (Fernsehserie, Folge 2x14 Dog Day Afternoon)
- 2001: Charmed – Zauberhafte Hexen (Folge 4x02 Charmed Again: Part 2)
- 2002: Strong Medicine: Zwei Ärztinnen wie Feuer und Eis (Fernsehserie, Folge 2x17 Precautions)
- 2002: Jane White Is Sick & Twisted (auch Drehbuch)
- 2003: Scarecrow Slayer (Video)
- 2004: Death Valley: The Revenge of Bloody Bill
- 2005: Jolly Roger: Massacre at Cutter’s Cove
- 2005: Krieg der Welten (War of the Worlds)
- 2006: 666: The Child – Der Sohn des Teufels
- 2007: 2012 Armageddon (The Apocalypse)
- 2007: 30.000 Meilen unter dem Meer (30,000 Leagues Under the Sea)
- 2008: Krieg der Welten 2 – Die nächste Angriffswelle (War of the Worlds 2: The Next Wave)
- 2009: Countdown: Jerusalem (Video)
- 2011: Die Prinzessin und das Pony (Princess and the Pony)
- 2012: Golden Winter – Wir suchen ein Zuhause (Golden Winter) (Synchronstimme)
- 2013: Alone for Christmas: Bone – Allein zu Haus
- 2015–2016: Z Nation (Fernsehserie, 2 Folgen)
- 2016: Izzies Weg nach Hause (Izzie’s Way Home, Synchronstimme)
- 2018: Sharknado 6: The Last One (The Last Sharknado: It’s About Time)
- 2020: Homeward – Finde deine Bestimmung (Homeward, Animationsfilm; Sprechrolle)